# محله هوایی شهری کلیتن
محله هوایی شهری کلیتن (به انگلیسی: Clayton Municipal Airpark) یک فرودگاه همگانی با کد یاتا CAO است که یک باند فرود آسفالت دارد و طول باند آن ۱۴۶۶ متر است. این فرودگاه در کشور ایالات متحده آمریکا قرار دارد و در ارتفاع ۱۵۱۳٫۳ متری از سطح دریا واقع شده‌است.